# ミアゲタケシキ
『ミアゲタケシキ』は、伊藤かな恵の2枚目のオリジナルアルバム。2013年4月3日にLantisから発売された。

## 概要
前作『ココロケシキ』から1年4か月ぶりのリリースとなる2作目のアルバム。販売形態は前作同様初回限定版と通常版の2タイプで発売され、初回限定盤には「オーロラ」のPVを収録したDVDが同梱されている。ちなみにPVでは伊藤がガラス細工の作成に挑戦する様子が描かれている。タイトルの『ミアゲタケシキ』は、前作で使われた「ケシキ」に「不思議な感じ」を込めて付けられた。なお打ち合わせの段階では「空」を入れる案があったが、本作のイメージに合わないことから見送られた。

## 収録曲
- 規格品番：LACA-35286（初回限定盤）、LACA-15286（通常盤）
- 合計時間：43分29秒[1]

CD
1. オーロラ [5:01][1]
作詞：喜介、作曲・編曲：渡辺拓也
2. COLORS! [3:23][1]
作詞：畑亜貴、作曲・編曲：黒須克彦
7thシングル
3. 僕は知らない [4:02][1]
作詞：こだまさおり、作曲・編曲：森慎太郎
4. SHOWER!! [4:32]
作詞・作曲：アツミサオリ、編曲：福富雅之
5. ビギナードライバー [3:55][1]
作詞：矢吹香那、作曲・編曲：渡辺和紀
テレビ東京『アニソンぷらす』2012年8月度オープニングテーマ
6thシングル
6. 掌 [4:35][1]
作詞：鈴木静那、作曲：山田智和、編曲：福富雅之
7. オトナになるまで [4:03][1]
作詞・作曲：きみコ、編曲：菊池達也
8. くりかえして [5:03][1]
作詞：伊藤かな恵、作曲：福富雅之・藤本記子、編曲：福富雅之
全曲中最後に収録された曲。候補を選ぶ段階では明るい曲も含まれていたが、自分のイメージに合わない曲を作詞しようと考え、ハードルを上げて「ドロドロした」曲に仕上げた。なおレコーディングでは照明がほとんどない状態で行われたという[2]。
9. 僕は浮かぶ [4:27]
作詞・作曲：タニザワトモフミ、編曲：石崎光
10. 雨のちスピカ [4:26][1]
作詞：古屋真、作曲・編曲：山口寛雄

DVD（初回限定版のみ）
1. オーロラ（Music Clip）